# 麥角醇
麥角醇（或译为全物麦角醇）是一种含氮有机化合物，化学式为C16H18N2O，属于麥角靈类生物碱。